# موال
مَوال (عربی: موال; جمع:مواویل) در موسیقی عربی یک سبک سنتی و محبوب عربی از موسیقی آوازی است که ضرب آهنگ بسیار کُند و ماهیت احساساتی دارد و با طولانی شدن هجاهای مصوت، آوازهای احساسی مشخص می‌شود و معمولاً قبل از شروع موسیقی اصلی ارائه می‌شود. خواننده‌ای که موال می‌خواند معمولاً برای چیزی مانند معشوق گذشته، یکی از اعضای خانواده یا مکانی که رفته بود، به ناله مرثیه سر می‌دهد و حسرت می‌خورد.

## صرف
موال کلمه ای عربی است که به معنای «وابسته»، «مرتبط با» یا «متصل به» و از ریشه فعل «وَلِیَ» است (به معنی دنبال کردن، وابسته بودن، حمایت کردن یا حامی بودن).

## تاریخ
در مورد پیدایش موال تقریرهای زیادی وجود دارد، یکی از این موارد تقریر سیوطی است که در کتاب «شرح الموشح» آن را به عصر هارون الرشید نسبت داده‌است. هنگامی که به معشوقه‌هایش اصرار کرد تا وزیرش جعفر برمکی را پس از رفتار تندی که با او داشت، ستایش کنند، زنی به نام «مولیه» که «موال» از آن گرفته شده‌است، در مدح او چیزی خواند.
تقریر دیگر صفی الدین حلی در کتاب موال البغدادی است که در آن آن را به اهل واسط عراق نسبت داده‌است. همچنین صفی الدین حلی می‌گوید که موال از دریای ساده‌ای است که بر پایه دریای پهن صدا می‌زد و موال به همین ترتیب ادامه داشت تا قرن هشتم هجری قمری که موال با لهجه عراقی پدید آمد.

## مصر
در مصر، که یکی از خانه‌های سنتی مواویل ("جمع موال") به‌شمار می‌رود، نوازندگان مواویل رُباب می‌نوازند (کمانچه‌ای دو سیم که از نیمی از پوسته نارگیل پوشانده شده با موی اسب ساخته شده‌است)، کاوالا (فلوت دمیده و مورب با شش سوراخ) و ارغول (کلارینت دوتایی باستانی که با دو لوله با طول نابرابر مشخص می‌شود. لوله دوم می‌تواند با اضافه کردن قطعات طولانی شود. بازیکن از تکنیک تنفس دایره ای برای تولید صدایی بدون وقفه استفاده می‌کند). ارغول را می‌توان به زمان فرعونیان ردیابی کرد زیرا دقیقاً روی نقاشی‌های دیواری معابد سلسله سوم به تصویر کشیده شده‌است. امین شاهین، پس از مصطفی یکی از معدود نوازندگان ارغول باقیمانده در مصر است.

## بین‌النهرین
نوازندگان موال در عراق عمدتاً از سنتور استفاده می‌کنند که منشأ بین‌النهرینی دارد.
به همان زمین در گروه‌های چهار نفره، با دو پتک چوبی به نام «مضرب»، جوزا و عود زده می‌شود، زیرا سنت عود نوازی کشور تبدیل به یک مدرسه و مرجع شده‌است. این تصویر به ویژه توسط شخصیت منیر بشیر تحسین شده نشان داده شده‌است.
به دلیل نزدیکی جغرافیایی به جهان عرب، نوازندگان آشوری نیز ممکن است موال را در آثار خود اجرا کنند. آلبرت  روئل تامراس و ادوار موسی که به ترتیب اهل عراق و سوریه هستند، نمونه‌هایی هستند که از این هنر در موسیقی خود استفاده می‌کنند. در بسیاری از اشکال موسیقی آشوری، موال به عنوان مقدمه یک آهنگ شاد، مانند آهنگ‌های باگیه/پدا اجرا می‌شود.

## لبنان
خوانندگان قدرتمندی که قادر به نشان دادن توانایی‌های صوتی قوی خود هستند موال هم می‌خوانند. مشهورترین خوانندگان از لبنان به ویژه صباح، وادیه الصافی و فیروز می‌آیند. امروزه از معروف‌ترین و قوی‌ترین خوانندگانی که می‌توانند مواویل بخوانند نجوا کرم و وائل کفوری هستند.